# Christo och Jeanne-Claude

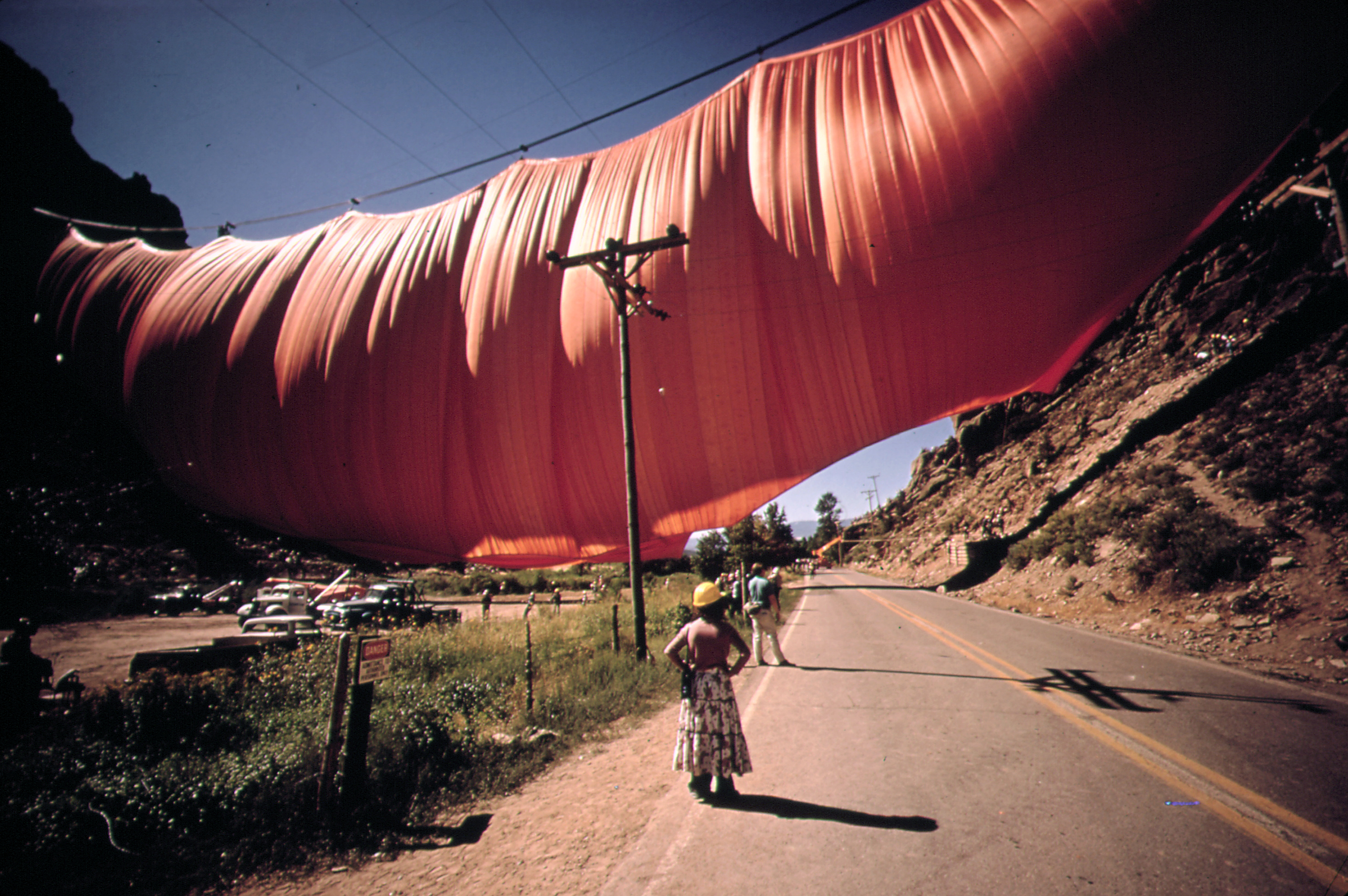
Avslutning av "Valley Curtain" vid Rifle Gap, Garfield County, Colorado (1972).

Christo, egentligen Christo Vladimirov Javacheff, född 13 juni 1935 i Gabrovo i Bulgarien, död 31 maj 2020 i New York, och Jeanne-Claude, egentligen Jeanne-Claude Denat de Guillebon, född 13 juni 1935 i Casablanca i Marocko, död 18 november 2009 i New York, var en konstnärsduo. Christo och Jeanne-Claude är kända för att packa in byggnader, bland annat Riksdagshuset i Berlin (1995), i tyg.
Fram till 1994 krediterades deras arbete endast till Christo.
Christo är representerad vid bland annat Moderna museet  och Skissernas museum.

## Karriär

### Kända verk
- The Iron Curtain (1961-62)
- Valley Curtain (1972)
- Running Fence (1976)
- The Pont Neuf Wrapped (1985)
- The Umbrellas (1991)
- Wrapped Reichstag (1995)
- The Gates (2005)
- The Floating Piers (2016)
- Over The River (2017) - avbrutet efter 20 års planering
- Mastaba (2018)
- Triumfbågen (2021) - postumt